# Einar Mattsson (korrosionsforskare)
Malte Kurt Einar Mattsson, född 30 januari 1925 i Löderup, Malmöhus län, död 9 april 2011 i Danderyds församling, Stockholms län
, var en svensk korrosionsforskare.
Mattsson avlade civilingenjörsexamen 1950 vid Kungliga Tekniska högskolan (KTH), där han 1963 blev docent i korrosionslära. 1975 tilldelades han professors namn. Han var 1976–1990 chef för Korrosionsinstitutet. Han invaldes 1975 som ledamot av Kungl. Ingenjörsvetenskapsakademiens avdelning IV (kemiteknik).